# 新津市

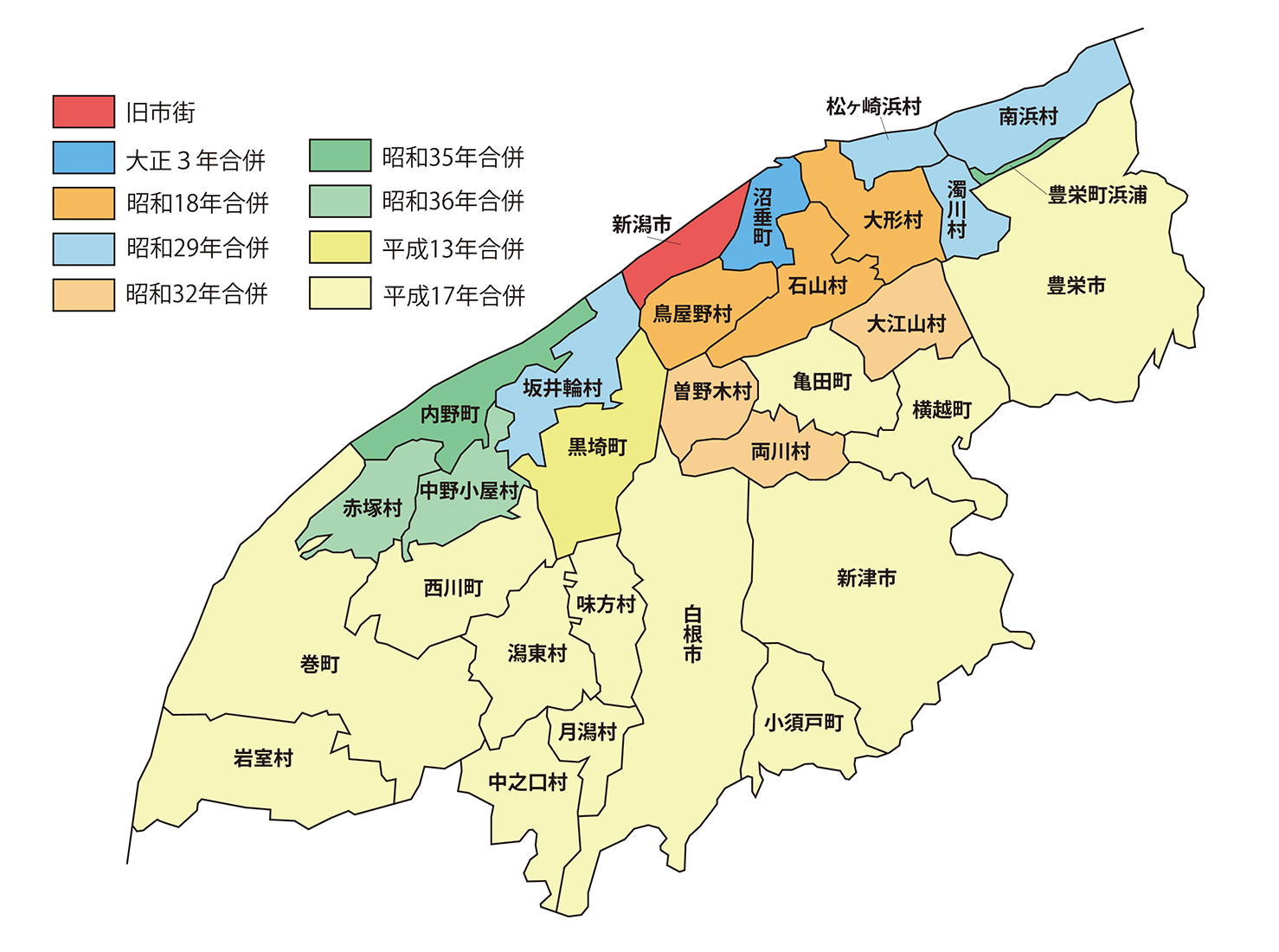
新潟市の合併市町村

新津市（にいつし）は、新潟県にかつてあった市である。2005年3月21日の新潟市への編入合併によって消滅し、政令指定都市に移行した現在は旧小須戸町域とともに秋葉区を構成している。
以下の記述は合併直前当時の（旧）新津市に関しての記述であり、現在では名称等が異なる場合がある。なお、ここに記述されていない内容に関しては秋葉区などの記事を参照。
新潟市（旧：西蒲原郡黒埼町を除く）への通勤率は28.4%（平成12年国勢調査）。

## 概要

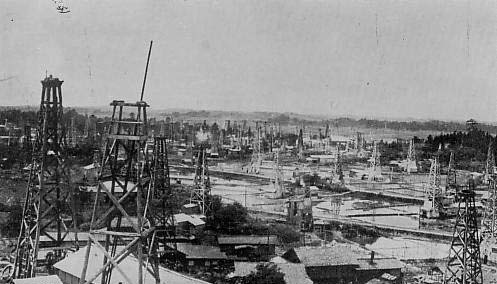
往時の新津油田

その名の通り船着き場として発生した新津は江戸時代は新発田藩領の在郷町・大庄屋町として六斎市で賑わい、街道が分岐する交通の要衝の町として発展していた。明治期には中蒲原郡の郡役所が置かれ、かつて優位にあった白根や小須戸を凌いで郡域の政治・文化の中心的役割を担うようになったほか、影響力は隣接する東蒲原郡にも大きく及んだ。
産業面では、明治・大正期以降に新津油田を中心とした石油のまち、新津駅を中心とした鉄道のまちとして栄える。その後は花き花木、球根の生産地としても栄え、「花とみどりと石油の里」をキャッチフレーズにしていた。

## 地理
市の南方は新津丘陵が広がる。新津丘陵の周囲は平野部となっている。市の東側には阿賀野川、西側には信濃川が、北側には阿賀野川･信濃川を結ぶ小阿賀野川が流れている。また、市の中心部を南北に、新津川（能代川）が流れている。能代川には鮭が遡上してくる。

### 隣接していた自治体
※北から西廻りに
- 中蒲原郡横越町
- 新潟市
- 白根市
- 中蒲原郡小須戸町
- 五泉市
- 阿賀野市

## 歴史
- 古津八幡山遺跡と古墳が出来ていた。
- 戦国時代には上杉氏のもと、新津勝資が支配(新津城)
- 江戸時代は、新発田藩新津組大庄屋の桂家が治める。
- 1889年（明治22年）4月1日 - 町村制施行に伴う合併により、新津町・三興野村・阿賀浦村・満日村・川結村・荻野村・小梅村・小鹿村・津島村・新関村が発足。
- 1897年（明治30年）11月20日 - 北越鉄道（現：信越本線）開通、新津駅開業。
- 1901年（明治34年）11月1日 - 合併により、荻川村・小合村・金津村が発足し、新津町が三興野村を編入。
- 1925年（大正14年）11月1日 - 阿賀浦村、満日村を編入。
- 1926年（大正15年）4月28日 - 小作争議が過激化、地主宅に小作人150人余が詰めかけ使用人が激しい暴行を受ける[7]。
- 1939年（昭和14年） - 荻川村を編入。
- 1951年（昭和26年）1月1日 - 市制施行により新津市となる[8]。
- 1955年（昭和30年）4月1日 - 金津村・小合村を編入。
- 1957年（昭和32年）3月18日 - 新関村の一部を編入。
- 2005年（平成17年）3月21日 - 新潟市へ編入され、消滅。

### 市町村合併・行政区域の変遷
- 1889年（明治22年）4月1日 - 町村制施行に伴う合併により、中蒲原郡新津町・三興野村・阿賀浦村・満日村・川結村・荻野村・小梅村・小鹿村・津島村・新関村が発足。

| 新津町   | 新津村・古田新田・金沢新田・柄目木新田・飯柳新田・田家新田 |
| 三興野村 | 北上興野・下興野・善道興野 |
| 阿賀浦村 | 大安寺村・金沢村・中新田村 |
| 満日村   | 大蔵新田・七日町村・満願寺村 |
| 川結村   | 結新田・川口新田・覚路津新田（内字北潟・内字田島・内字福島）                                                                                                  |
| 荻野村   | 市之瀬新田・車場新田・中野新田・萩島新田・覚路津新田（内字円ノ花・内字三枚潟）                                                                                |
| 小梅村   | 小戸新田（小屋場・浦興野・川根・大秋）・梅之木村・子成場村・出戸村・四ツ興野・蕨曽根新田                                                                      |
| 小鹿村   | 大鹿新田・小戸新田（上組・下組・栗宮） |
| 津島村   | 程島村・中村・西島村・東島村・古津村・朝日村・割町村・塩谷村・金津村・天ヶ沢新田（蒲ヶ沢新田）                                                                |
| 新関村   | 六郷村・新郷屋村・北村・牧ヶ鼻村・金屋村・市新村・下新村・安部新村・岡田村・大関村・小口村・ 安養寺村・羽下村・次屋村・猿橋村・船越村・田屋村・浦沢村・下条村 |

- 1893年（明治26年）9月8日 - 津島村から程島村・中村が分離し、中島村となる。
- 1901年（明治34年）11月1日 - 合併により、荻川村・小合村・金津村が発足し、新津町が三興野村を編入。

| 荻川村 | 川結村・荻野村 |
| 小合村 | 小梅村・小鹿村 |
| 金津村 | 津島村・中島村 |

- 1925年（大正14年）11月1日 - 阿賀浦村・満日村を編入。
- 1939年（昭和14年） - 荻川村を編入。
- 1955年（昭和30年）4月1日 - 金津村・小合村を編入。
- 1957年（昭和32年）3月18日 - 新関村の一部を編入。
- 2005年3月21日 - 新潟市に編入合併し消滅。

## 地域

### 新津地区
新津 （にいつ）
1889年（明治22年）まであった新津村の区域。現在の新潟市秋葉区新津。
古田 （こだ）

1889年（明治22年）まであった古田新田の区域。現在の新潟市秋葉区古田。
西金沢 （にしかなざわ）
1889年（明治22年）まであった金沢新田の区域。現在の新潟市秋葉区金沢町。
柄目木 （がらめき）

1889年（明治22年）まであった柄目木新田の区域。現在の新潟市秋葉区柄目木。
飯柳 （いやなぎ）

1889年（明治22年）まであった飯柳新田の区域。現在の新潟市秋葉区飯柳。
田家 （たい）
1889年（明治22年）まであった田家新田の区域。現在の新潟市秋葉区田家。

### その他の地域
- 荻川地区
- 満日地区
- 小合地区
- 東部地区
- 新関地区
- 金津地区

## 行政

### 歴代市長
特記なき場合『日本の歴代市長 : 市制施行百年の歩み』などによる。
| 代 | 氏名     | 就任                      | 退任                       | 備考                               |
| -- | -------- | ------------------------- | -------------------------- | ---------------------------------- |
| 1  | 布沢昏七 | 1951年（昭和26年）1月1日  | 1953年（昭和28年）6月24日  | 旧新津町長                         |
| 2  | 窪田繁雄 | 1953年（昭和28年）6月25日 | 1961年（昭和36年）6月24日  |                                    |
| 3  | 桂誉達   | 1961年（昭和36年）6月25日 | 1970年（昭和45年）2月13日  | 旧新津大庄屋                       |
| 4  | 志田保   | 1970年（昭和45年）3月16日 | 1980年（昭和55年）12月23日 | 病により辞職                       |
| 5  | 斎藤富雄 | 1981年（昭和56年）2月1日  | 1991年（平成3年）1月31日   | 在職中に死去                       |
| 6  | 小林一三 | 1991年（平成3年）3月17日  | 2000年（平成12年）         | 新潟県知事選挙に立候補するため辞職 |
| 7  | 湯田幸永 | 2000年（平成12年）11月5日 | 2005年（平成17年）3月21日  | 廃止                               |

## 産業
- JR東日本 新津車両製作所（現在の総合車両製作所新津事業所）

## 姉妹都市・友好都市等
中国．綿陽（绵阳）

## 教育

### 大学
- 新潟薬科大学

### 高等学校
- 新潟県立新津高等学校
- 新潟県立新津工業高等学校

### 小中学校
小学校
| 学校名                 | 児童数 2003年度 | 備考 |
| ---------------------- | --------------- | ---- |
| 新津市立新津第一小学校 | 515             |      |
| 新津市立新津第三小学校 | 696             |      |
| 新津市立結小学校       | 744             |      |
| 新津市立市之瀬小学校   | 70              |      |
| 新津市立新津第二小学校 | 516             |      |
| 新津市立満日小学校     | 77              |      |
| 新津市立阿賀小学校     | 256             |      |
| 新津市立新関小学校     | 145             |      |
| 新津市立小合東小学校   | 120             |      |
| 新津市立小合小学校     | 119             |      |
| 新津市立金津小学校     | 438             |      |
| 計                     | 3,696           |      |

中学校
| 学校名                 | 生徒数 2003年度 | 備考 |
| ---------------------- | --------------- | ---- |
| 新津市立新津第一中学校 | 684             |      |
| 新津市立新津第二中学校 | 471             |      |
| 新津市立新津第五中学校 | 479             |      |
| 新津市立小合中学校     | 129             |      |
| 新津市立金津中学校     | 285             |      |
| 計                     | 2,048           |      |

## 交通

### 鉄道路線
2003年暮れに橋上駅となった新津駅はJR東日本の3路線が乗り入れるターミナルで、古くから「鉄道の街」として知られる。市内には6つの駅があり、一部の駅にはパークアンドライド用の駐車場が設置されている。
また、新津駅構内には新津運輸区、駅南側には総合車両製作所新津事業所があり、新潟支社管内の要衝として機能している。
旧：新津市域の鉄道路線・駅
- 信越本線
  - 古津駅 - 新津駅 - さつき野駅 - 荻川駅
- 磐越西線
  - 新関駅 - 東新津駅 - 新津駅
- 羽越本線
  - 新津駅

### 高速道路
- 磐越自動車道
  - 新津IC - 川口BS

### 一般国道
市内を南北に縦貫する国道403号新津バイパスは、一部連続立体交差方式。亀田町から小須戸町までが一本の路線となっているが、古田（こだ）交差点を境に、通称が新津バイパスと新津南バイパスとに分かれている。一方、市内を東西に横断する国道460号は、磐越自動車道・新津IC付近から新津バイパス・大鹿交差点までの区間が新津東バイパスとして供用されている。
- 市内を走る一般国道
  - 国道403号
  - 国道460号
- 主要地方道
  - 新潟県道1号新潟小須戸三条線
  - 新潟県道5号新潟新津線
  - 新潟県道7号新津村松線
  - 新潟県道17号新潟村松三川線
  - 新潟県道41号白根安田線
  - 新潟県道46号新潟大外環状線

## 名所・旧跡・観光スポット・祭事・催事
- 新津温泉
- 新津美術館
- 新津城跡
- 新津鉄道資料館 - 新潟市が運営する鉄道保存展示施設。
- 道の駅花夢里にいつ
- 新津フラワーランド
- 新潟県立植物園
- 石油の里公園
- 中野邸美術館 - 中野貫一に由来する私立美術館。
- 新潟県埋蔵文化財センター
- 秋葉公園
- 新津映画劇場 - 1969年の新津市では唯一の映画館[注 1]。
- 平遺跡
- 堀出神社
- にいつ夏まつり
- 新津松坂流し

## 出身有名人
- 新津勝資（戦国時代の武将）
- 坂口安吾（作家）大安寺村の出身。
- 高野文子（漫画家）
- 森裕子（政治家・参議院議員）
- 太寿山忠明（元：大相撲力士・現：花籠親方）
- 近野宏明（日テレ報道記者・ニュースキャスター）
- 笠原祥太郎（プロ野球選手）
- 長井龍雪（アニメ監督）